# اعلام الوری
اعلام الوری باعلام الهدی اثری از شیخ طبرسی دربارهٔ دیدگاه شیعه نسبت به سیرهٔ پیامبر اسلام و امامان شیعه است. این کتاب دربارهٔ امامت نیز مطالبی دارد. این اثر منبع بسیاری از آثار دیگر دربارهٔ زندگی امامان شیعه بوده‌است. این کتاب به‌همراه الارشاد شیخ مفید، کشف الغمة اربلی و روضة‌الواعظین فتال نیشابوری، از منابع اصلی زندگی امامان است.